# 中国人民解放军空军昆明基地
中国人民解放军空军昆明基地，位于云南省昆明市，隶属中国人民解放军南部战区空军。

## 沿革
1953年3月20日，以第十一军军部为基础，在山东潍坊成立中国人民解放军空军第五军。后迁至福建泉州。1954年4月调驻浙江杭州。1954年6月，空军第三、第十二师归该军领导。之后，该军还领导4个飞行师、1个高炮师和6个独立团。1976年1月，空军第五军建制撤销。
1960年8月1日，成立中国人民解放军昆明军区空军指挥所。1976年4月15日，将昆明军区空军指挥所改为新的中国人民解放军空军第五军。1978年11月1日，改为中国人民解放军昆明军区空军指挥所。1985年昆明军区撤销，1987年昆明军区空军指挥所改为中国人民解放军成都军区空军昆明指挥所。从1978年至1993年，执行军级权限。1993年1月缩编为中国人民解放军空军昆明基地，执行副军级权限。2003年12月缩编为中国人民解放军空军昆明指挥所，正师级。在2016年深化国防和军队改革前，空军昆明指挥所隶属中国人民解放军成都军区空军。2016年转隶中国人民解放军南部战区空军。2017年，升格为中国人民解放军空军昆明基地，执行副军级权限。

## 历任领导

### 空军第五军
| 军长 - 谢斌 少将（1956年6月—1958年7月） - 高厚良 少将（1958年9月—1959年4月） - 安志敏 少将（1959年4月—1963年8月） - 黄径琛 少将（1963年8月—1968年5月） - 白宗善（1968年5月—1976年1月） - 李向民（1976年4月—1978年10月） 副军长 - 吴林焕（1953年5月—1956年6月） - 安志敏（1954年6月—1954年12月） - 袁彬（1954年12月—1958年7月） - 王汝眧（1957年8月24日—1958年5月） - 叶泰清（1958年9月—1976年1月） - 姬应伍（1959年4月—1960年3月18日） - 白宗善（1960年3月18日—1968年5月） - 孙同盛（1965年7月—1971年2月） - 王海（1965年11月—1969年11月5日） - 褚福田（1969年9月1日—1970年12月14日） - 焦景文（1969年9月1日—1976年1月25日） - 马运河（1970年12月14日—1971年10月22日） - 杜群（1970年12月14日—1976年1月25日） - 朱刚（1976年6月—1978年1月） - 阎秀文（1976年6月—1978年1月） - 侯书军（1977年10月—1978年10月） - 胡开德（1978年1月—1978年10月31日） - 廖坚持（1978年1月—1978年10月） | 政治委员 - 裴志耕 少将（1954年4月—1958年7月18日） - 韦祖珍 少将（1959年6月—1964年7月） - 陈励耘 大校（1964年7月—1971年9月22日） - 冯健（1970年12月14日—1971年10月22日，第二政治委员） - 白宗善（1971年10月22日—1971年11月24日，军长兼） - 刘昂（1971年11月21日—1976年1月） - 李发应（1976年4月—1978年1月） - 李建明（1978年1月—1978年10月） 副政治委员 - 张雍耿（1957年9月27日—1958年7月18日） - 刘鹤孔（1958年9月27日—1964年10月） - 王维国（1965年8月26日—1967年2月） - 山谷秀（1969年3月1日—1976年1月25日） - 冯键（1969年9月1日—1970年12月，第一副政治委员） - 王是桥（1970年12月14日—1971年10月22日） - 陈令云（1971年11月11日—1976年1月） - 赵世英（1976年6月—1978年10月31日） - 刘晓峰（1976年6月—1978年1月） - 葛虹（1976年6月—1978年10月31日） - 黄则奇（1978年1月24日—1978年10月31日） |

| 参谋长 - 王汝昭（1953年3月—1957年8月24日） - 孙同盛（1957年8月24日—1963年6月） - 白宗善（1963年6月—1966年5月，副军长兼） - 吴云山（1966年5月—1969年11月5日） - 马运河（1969年11月5日—1970年12月14日；1970年12月14日—1971年10月22日，副军长兼） - 傅喜峰（1971年11月11日—1976年1月25日） - 张磊（1976年6月—1978年1月24日） - 胡开德（1978年1月24日—1978年10月31日，副军长兼） | 政治部主任 - 裴志耕（1953年3月—1954年4月） - 张雍耿（1954年4月—1957年5月） - 崔文斌（1957年5月—1960年3月18日） - 陈舒怀（1960年3月18日—1965年5月27日） - 王维国（1965年8月26日—1967年2月，副政治委员兼） - 冯键（1968年6月—1969年9月1日） - 王是桥（1969年8月30日—1970年12月14日；1970年12月14日—1971年10月22日，副政治委员兼） - 陈令云（1971年11月11日—1976年1月25日） - 李鸣铎（1976年6月—1977年10月） - 张进凡（1977年10月—1978年10月31日） |

### 空军昆明指挥所
| 主任 - 刘懋功 少将（1960年8月—1968年4月，昆明军区空军指挥所主任） - 马杰三（1968年5月—1971年11月，昆明军区空军指挥所主任） - 李向民（1975年5月—1976年4月，昆明军区空军指挥所主任） - 侯书军（1979年2月—1983年5月，昆明军区空军指挥所主任） - 宋占元（1983年5月—1985年8月，昆明军区空军指挥所主任） - 李长根（1987年9月—1988年9月） - 王春瑞 空军少将（1988年12月—1990年6月） - 姜宝富 空军少将（1990年6月—1993年1月） | 政治委员 - 崔文斌 少将（1960年8月—1969年3月，昆明军区空军指挥所主任） - 任敬汤（1969年3月—1973年12月，昆明军区空军指挥所主任） - 李发应（1974年1月—1976年4月，昆明军区空军指挥所主任） - 李建明（1978年10月31日—1983年5月，昆明军区空军指挥所政治委员） - 王培禄（1983年5月—1985年8月，昆明军区空军指挥所政治委员） - 安基业 空军少将（1987年9月—1990年6月） - 刘振起 空军少将（1990年6月—1992年12月） - 许传功 空军少将（1992年12月—1993年1月） |

### 空军昆明基地
| 司令员 - 姜宝富 空军少将（1993年1月—1994年12月） - 朱心文 空军少将（1994年12月—1997年12月） - 景文春 空军少将（1997年12月—2000年12月） - 庄可柱 空军少将（2000年12月—2003年12月） | 政治委员 - 许传功 空军少将（1993年1月—1997年3月） - 胡长生 空军少将（1997年3月—1997年11月） - 荆树森 空军少将（1997年11月—2001年12月） - 齐海田 空军少将（2001年12月—2003年12月） |

### 空军昆明指挥所
| 司令员 - 庄可柱 空军少将（2003年12月—2004年7月） - 黄国显 空军少将（2004年7月—2005年8月） - 邵文福 空军大校（2005年8月—2006年12月） - 周军 空军少将（2006年12月—） | 政治委员 - 齐海田 空军少将（2003年12月—2005年6月） - 詹本发 空军大校（2005年6月—2010年） - 卫彦平 空军大校（2010年—） |

### 空军昆明基地
| 司令员 | 政治委员 |